# Élections européennes de 1999 aux Pays-Bas
Aux Pays-Bas, les élections européennes de 1999 se sont déroulées le 10 juin 1999 pour désigner les 31 députés européens néerlandais au Parlement européen, pour la législature 1999-2004.

## Contexte
Comme à leur habitude depuis 1984, les trois partis protestants orthodoxes, le Parti politique réformé, la Ligue politique réformée et la Fédération politique réformatrice, reformèrent leur liste commune.

## Mode scrutin
Les députés européens néerlandais furent élus au scrutin proportionnel plurinominal dans une circonscription unique. Les partis politiques avaient la possibilité de former des alliances électorales (lijstverbinding). Les sièges furent répartis entre les partis et alliances électorales ayant dépassé le quota électoral (équivalent au nombre de suffrages exprimés divisés par le nombre de sièges) suivant la méthode d'Hondt. À l'intérieur des alliances électorales, les sièges sont répartis entre les partis membres suivant selon la méthode du plus fort reste.

## Résultats

### Répartition
| Partis                          | Partis                                                                             | Groupe au PE                    | Voix      | %      | +/-   | Sièges | +/- |
| ------------------------------- | ---------------------------------------------------------------------------------- | ------------------------------- | --------- | ------ | ----- | ------ | --- |
|                                 | Appel chrétien-démocrate                                                           | PPE-DE                          | 954 898   | 26,94  | -3,83 | 9      | -1  |
|                                 | Parti travailliste                                                                 | PSE                             | 712 929   | 20,11  | -2,77 | 6      | -2  |
|                                 | Parti populaire libéral et démocrate                                               | ELDR                            | 698 050   | 19,69  | +1,78 | 6      | =   |
|                                 | Gauche verte                                                                       | Verts/ALE                       | 419 869   | 11,85  | +8,11 | 4      | +3  |
|                                 | Parti politique réformé-Ligue politique réformée-Fédération politique réformatrice | EDD                             | 309 612   | 8,74   | +0,93 | 3      | +1  |
|                                 | Démocrates 66                                                                      | ELDR                            | 205 623   | 5,80   | -5,86 | 2      | -2  |
|                                 | Parti socialiste                                                                   | GUE/NGL                         | 178 642   | 5,04   | +3,70 | 1      | +1  |
|                                 | Parti européen                                                                     |                                 | 23 231    | 0,66   | n/a   | 0      | n/a |
|                                 | Centre démocrate                                                                   |                                 | 17 740    | 0,50   | -0,55 | 0      | =   |
|                                 | Plateforme électorale européenne des Pays-Bas                                      |                                 | 13 234    | 0,37   | n/a   | 0      | n/a |
|                                 | Liste Sala                                                                         |                                 | 10 580    | 0,30   | n/a   | 0      | n/a |
| Total (Participation : 30,02 %) | Total (Participation : 30,02 %)                                                    | Total (Participation : 30,02 %) | 3 544 408 | 100,00 |       | 31     | =   |